# أكاديمية الفنون الغنائية
أكاديمية الفنون الغنائية (AVA) هي مدرسة متخصصة لتوفير التعليم العالي المجاني لمواطنيها الذين يطمحون ليصبحوا مغني الأوبرا. تأسست المدرسة في عام1934 من قبل هيلين كورنينج وأردن وتقع في 1920 شارع سبروس في فيلادلفيا,بنسلفانيا.